# Lot in Sodom
 (novembre 2018).
Si vous disposez d'ouvrages ou d'articles de référence ou si vous connaissez des sites web de qualité traitant du thème abordé ici, merci de compléter l'article en donnant les références utiles à sa vérifiabilité et en les liant à la section « Notes et références ».
Pour plus de détails, voir Fiche technique et Distribution.
Lot in Sodom est un court métrage muet de 1933, réalisé par Melville Webber et James Sibley Watson (1894-1982), en noir et blanc, de 27 min 05 s.

## Fiche technique
- Réalisation : James Sibley Watson
- Musique : Louis Siegel

## Distribution
- Friederich Haak : Lot
- Hildegarde Watson : la femme de Lot
- Dorothea Haus : la fille de Lot
- Lewis Whitbeck : Angel